# Biandukou
Il Biandukou (in cinese 扁都口S, BiǎndōukǒuP) è un passo di montagna situato a oltre 3500 m di altitudine nella catena dell'Altyn-Tagh, in Cina. Collega la contea di Minle del Gansu a nord con la contea di Qilian del Qinghai a sud.
Il Biandukou ha avuto una grande importanza nella storia del Paese. È possibile che passando proprio da qui il viaggiatore buddhista cinese Fǎxiǎn sia arrivato a Zhangye, nel Gansu, alla fine del IV secolo d.C. Durante l'epoca Sui, era conosciuto come Dadoubagu (大斗拔谷S, DàdòubágǔP). L'imperatore Sui Yangdi si recò a Zhangye nel 609 d.C. proprio passando per il Dadoubagu, dove molte persone che lo accompagnavano morirono a causa del freddo.